# Francesco Paolo Nitti
Francesco Paolo Nitti (Matera, 1914 – Molfetta, 1979) è stato uno storico e ufficiale italiano.

## Biografia
Nato a Matera da una modesta famiglia, studia presso il Liceo Classico "Emanuele Duni" e successivamente si laurea in lettere. Nel corso dell'insurrezione di Matera e della strage compiuta dai nazisti il 21 settembre 1943, essendo sottotenente dell'esercito decide, per proteggere la cittadinanza, di armare sia i militari che i civili dislocandoli in varie zone strategiche della città. 
Nel dopoguerra è tra i fondatori del Partito d'Azione a Matera. Prende parte ai lavori della “Commissione di studio sulla città e sull'agro di Matera UNRRA CASAS PRIMA GIUNTA". Insegna italiano e storia presso l'Istituto Magistrale "T. Stigliani" di Matera fino al 1965. 
Si trasferisce a Molfetta nel 1965 ed occupa la presidenza dell'Istituto Magistrale "Vito Fornari" fino alla morte.

## Opere
- Matera – Una città del Sud – "Commissione per lo studio della città e dell'agro di Matera" n. 2 UNRRA CASAS – Prima Giunta, Roma 1956
- Ritratto di un paese del Sud – Accettura, Tip. Mezzina, Molfetta 1974
- Sud antico e nuovo – Matera, 1981